# Al-Hindijja
Al-Hindijja (arab. الهندية) – miasto w Iraku, w muhafazie Karbala. Liczy 57 490 mieszkańców.